# Петришору (Бузау)
Петришору (рум. Petrișoru) насеље је у Румунији у округу Бузау у општини Раковицени. Oпштина се налази на надморској висини од 227 m.

## Становништво
Према подацима из 2002. године у насељу је живело 448 становника, од којих су сви румунске националности.